# 遠山信一郎
遠山 信一郎（とおやま しんいちろう、1895年2月1日 - 1979年6月14日）は、日本の内務官僚。

## 来歴

### 生い立ち
千葉県印旛郡八街村（現・八街市）生まれ。第四高等学校を経て、東京帝国大学法学部政治科卒業。

### 内務官僚として
1920年 内務省に入省。長野県配属。1931年 静岡県内務部地方課長。1932年3月 富山県学務部長。学務部長という職にありながら農村報徳運動の普及に力をそそぎ、飛行場建設にも幹事長として重要な役割を果たし、影のプロモーターといわれた。富山県新興報徳社など各地の報徳社の設置にも携わる。1935年1月18日 埼玉県経済部長。なお、1936年2月26日から1941年2月27日まで大日本報徳社の参事を兼ねており、1936年12月26日に設立された報徳経済学研究会では実行委員を務めていた。1937年7月 北海道経済部長。1937年8月9日より大日本振興報徳会の顧問を兼ねており、1939年1月には北海道振興報徳会を創設した。1941年1月8日 岩手県総務部長を最後に内務省を退官。

### 退官後
1941年2月25日から1948年2月25日まで大日本報徳社の監事を務めた。1949年6月1日 地方自治庁次長。1955年9月20日 地方財政審議会委員（〜1967年10月12日）。1979年6月14日 急性肺炎のため鎌倉市の病院で死去。

## 栄典
- 1940年（昭和15年）8月15日 - 紀元二千六百年祝典記念章[13]